# Filip Nereusz Meciszewski
Filip Nereusz Meciszewski herbu Prawdzic (ur. przed 9 lipca 1786 w Krakowie, zm. 29 listopada 1830 w Warszawie) – pułkownik inżynier Wojska Polskiego Królestwa Kongresowego, syn Kacpra, pułkownika, i jego pierwszej żony Marianny, starszy, przyrodni brat publicysty i wydawcy Hilarego Walentego Meciszewskiego.

## Życiorys
Odebrawszy wykształcenie najpierw na wydziale filozoficznym Akademii Krakowskiej, a następnie (1803–1807) w akademii inżynierów w Wiedniu, Filip Meciszewski wszedł do służby austriackiej, gdzie w 1808 mianowany został podporucznikiem (Leutnant), a rok później awansował na porucznika (Oberleutnant). Jako Oberleutnant w służbie cesarskiej armii uczestniczył w wojnie polsko-austriackiej, m.in. w walkach o Sandomierz. Uzyskawszy zwolnienie z wojska austriackiego, w stopniu kapitana artylerii przeniósł się w 1810 do wojska Księstwa Warszawskiego, gdzie przydzielono go do wojsk inżynieryjnych; uczestniczył w pracach fortyfikacyjnych twierdz w Toruniu, Modlinie i Zamościu, a w Toruniu przez pewien czas był komendantem. W 1813 bronił Modlina, a po jego kapitulacji wrócił do Krakowa, gdzie 26 sierpnia 1814 mianowany został zastępcą profesora geometrii wykreślnej, mechaniki i matematyki stosowanej przy Uniwersytecie Jagiellońskim. Wobec decyzji Wydziału Oświecenia Narodowego, który odrzucił wniosek uniwersytetu o mianowanie Meciszewskiego profesorem zwyczajnym powrócił on do służby wojskowej Królestwa Polskiego; był wykładowcą w Zimowej Szkole Artylerii i w Korpusie kadetów w Kaliszu; w 1821 awansował do stopnia pułkownika. Jako wykładowca technik fortyfikacyjnych i matematyki był bardzo wymagający, stosował się też ściśle do reguł wprowadzonych w wojsku przez Wielkiego Księcia Konstantego, co skutkowało tym, że nie był lubiany przez podchorążych. W 1830 roku został nagrodzony Znakiem Honorowym za 20 lat służby.
Zginął w czasie powstania listopadowego, zastrzelony na Krakowskim Przedmieściu koło Pałacu Namiestnikowskiego przez spiskujących podchorążych, wraz z m.in. gen. Maurycym Hauke. Władze rosyjskie nakazały umieścić nazwisko pułkownika Meciszewskiego (obok nazwisk sześciu generałów, którzy zginęli z rąk spiskowców tej nocy) na pomniku wystawionym w 1841 na Placu Saskim.
Odznaczony był Krzyżem Złotym Virtuti Militari, Orderem Świętego Stanisława II klasy (1829) i Orderem Świętej Anny II klasy z brylantami. Jego żoną była Józefa Łęska (córka Józefa Łęskiego, po śmierci Filipa Meciszewskiego powtórnie zamężna z G. Suskim; zmarła w 1853), z którą miał dwóch synów i trzy córki: Feliksa, Karola, Paulinę, Honoratę i Eufemię; Feliks był właścicielem Ochodzy, a Honorata została żoną Macieja Wojewódzkiego.
Wydał:
- "Fortyfikacja polowa" (Warszawa, 1825, z rycinami)
- "O wojnie tureckiej przez generała Valentini" (tłumaczenie z niemieckiego, Warszawa, 1829).